# Música do Djibuti
A música do Djibuti refere-se a estilos musicais, técnicas e sons de Djibuti.

## Visão geral
O Djibuti é composto de dois grupos étnicos intimamente relacionados: o somali e o afar. Há também um número de cidadãos árabes e franceses. A música Afar tradicional assemelha-se a música folclórica de outras partes do Corno de África, como a Etiópia; a música do Djibuti também contém elementos da música árabe.
Instrumentos djiboutianos incluem o Tanbūra, a lira e o oud.

## Lista de cantores do Djibuti
- Awaleh Aden
- Aptidon Issa
- Abdi Nour
- Said Helaf
- Hassan Wado
- Kaltoun Bacado
- Abdiraxman Hadanteeye
- Casha Bisle
- Abdo Xamargood
- Adan faarax
- Nimco jaamac